# Forcipomyia albosignata
Forcipomyia albosignata är en tvåvingeart som först beskrevs av Jean-Jacques Kieffer 1910. Forcipomyia albosignata ingår i släktet Forcipomyia och familjen svidknott.
Artens utbredningsområde är Myanmar. Inga underarter finns listade i Catalogue of Life.